# 那覇市立古蔵中学校
那覇市立古蔵中学校（なはしりつ こくらちゅうがっこう）は、沖縄県那覇市古波蔵四丁目にある公立中学校。

## 沿革
- 1963年（昭和38年） - 那覇教育区立古蔵中学校として開校。
- 1972年（昭和47年） - 沖縄復帰により、那覇市立古蔵中学校に改称。

## 周辺
- 国場川
  - 漫湖
  - 爬龍橋（沖縄県道11号線バイパス）
- 沖縄赤十字病院
- 沖縄協同病院
- 国道529号線

## アクセス
- 古蔵中学校前バス停にて下車
- 国道507号・沖縄県道11号線沿い
- ゆいレール壺川駅から徒歩15分程度

## 主な出身者
- 上間永遠 - プロ野球選手、埼玉西武ライオンズ所属
- 我喜屋優 - 興南高等学校野球部監督
- 砂辺光久 - 格闘家(TEAM reversal所属)
- CHICO CARLITO - ラッパー
- 仲宗根梨乃 - 振付師
- Lina - 歌手（MAXのメンバー)
- 喜納正人（まーとー、軍団喜納）
- 真喜志慶治 - 柔道家